# Sa'id Mufti
Sa'id Mufti (en arabe: سعيد المفتي; en adyguéen: Хьэбжьокъуэ Сайд) est un homme politique jordanien d'origine circassienne né le 28 juin 1898 à Amman et mort le 28 mars 1989 dans la même ville. Il a été premier ministre à trois reprises entre 1950 et 1956.
Il remet sa démission au roi Hussein en 1956 en signe de refus d'une potentielle adhésion de la Jordanie au Pacte de Bagdad.

## Décorations

### Honneurs étrangers
- Malaisie : Commandeur honoraire de l'Ordre du Défenseur du Royaume (1965).